# Цариброд (железопътна гара)
Железопътна гара Цариброд (на сръбски: Железничка станица Димитровград) е железопътна гара в град Цариброд, Западни покрайнини, Сърбия. Разположена е по линията Ниш – Цариброд, и от Цариброд по ЖП линия № 1 на БДЖ през България до границата с Турция.

## Галерия
- Гарата през 1937 г.
- Гарата през 1937 г.
- Гарата през 1937 г.
- Гарата през 2016 г.